# Antologia (Madredeus)
Antologia è una raccolta del gruppo Madredeus, pubblicata nel 2000.

## Tracce
1. O Pastor - 3:44
2. Vem - 3:08
3. Oxalá - 5:51 (Faixa nova)
4. Haja O Que Houver - 4:29
5. Guitarra - 3:45
6. A Andorinha da Primavera - 3:04
7. Céu da Mouraria - 3:41
8. As Ilhas Dos Açores - 5:04
9. As Brumas Do Futuro - 3:37
10. Ao Longe O Mar - 3:45 (Faixa nova)
11. O Sonho - 5:06
12. Alfama - 3:28
13. O Paraíso - 6:30
14. A Vaca de Fogo - 5:01
15. O Mar - 5:33
16. Ainda - 7:18
17. O Tejo - 4:10

## Formazione
- Teresa Salgueiro - voce
- Pedro Ayres Magalhães - chitarra classica
- António Vitorino de Almeida - pianoforte
- Gabriel Gomes - fisarmonica
- Fernando Judice - basso
- Rodrigo Muñoz - tastiere
- José Peixoto - chitarra
- Francisco Ribeiro - violoncello
- Carlos Maria Trindade - sintetizzatore